# 499526 Romhányi
499526 Romhányi è un asteroide della fascia principale. Scoperto nel 2010, presenta un'orbita caratterizzata da un semiasse maggiore pari a 2,5780929 au e da un'eccentricità di 0,1370839, inclinata di 10,18844° rispetto all'eclittica.